# Condado de Essex (Vermont)
O Condado de Essex é um dos 14 condados do estado americano de Vermont. Sua sede de condado é Guildhall, e sua maior cidade é Brighton.
O condado possui uma área de 1 746 km² (dos quais 23² estão cobertos por água) uma população de 6 459 habitantes, e uma densidade populacional de 4 hab/km² (segundo o censo nacional de 2000).
O condado foi fundado em 1792.